# واینو لینده
واینو لینده (استونیایی: Väino Linde؛ زادهٔ ۳۱ ژانویهٔ ۱۹۵۹) سیاستمدار و نماینده سابق مجلس اهل استونی است.